# Reselets Peak
Der Reselets Peak (englisch; bulgarisch връх Реселец wrach Resselez) ist ein felsiger, teilweise unvereister und 1000 m hoher Berg an der Oskar-II.-Küste des Grahamlands auf der Antarktischen Halbinsel. Er ragt 4,3 km westsüdwestlich des Kumanovo Peak, 7,55 km nordnordöstlich des Mural-Nunataks und 8,45 km südöstlich des Mount Quandary auf. Der Breniza-Gletscher liegt nordwestlich von ihm.
Britische Wissenschaftler kartierten ihn 1978. Die bulgarische Kommission für Antarktische Geographische Namen benannte ihn 2013 der Ortschaft Resselez im Norden Bulgariens.